# Elasmopus procellimanus
Elasmopus procellimanus är en kräftdjursart. Elasmopus procellimanus ingår i släktet Elasmopus och familjen Melitidae. Inga underarter finns listade i Catalogue of Life.